# Guido Guerra III Guidi

Stemma dei Guidi

Guido Guerra III Guidi (... – 1213) è stato un generale e politico italiano, membro della famiglia dei conti Guidi, figlio del conte Guido Guerra II e di Adelaita.

## Biografia
Guido Guerra III "il Vecchio" rimase presto orfano del padre e passò sotto tutela della zia Sofia (1115 ca.-1210), badessa di Pratovecchio.
Uomo d'armi, partecipò nel 1158 all'assedio di Milano. Combatté in Toscana al fianco dei pisani e senesi contro Firenze e Lucca. Nel 1162 fu ancora a Milano, assediata da Federico Barbarossa. Nel 1164 l'imperatore gli rilasciò un diploma e nel 1166, nel castello di Mogliana Beatrice di Borgogna, moglie del Barbarossa, partorì il figlio Corrado. Parteggiò sempre per l'imperatore combattendo in Romagna e nel Mugello, difendendo i suoi feudi contro i fiorentini. Quando Ottone IV di Brunswick nel 1209 scese in Italia, Guido Guerra andò ad incontrarlo.
Morì nel 1213.

## Discendenza
Si sposò in prime nozze con Agnese, figlia di Guglielmo V marchese del Monferrato.
In seconde nozze nel 1180 circa Guido Guerra sposò la fiorentina Gualdrada Berti, figlia di Bellincione Berti ed ebbero sette figli. I figli maschi furono i capostipiti di alcuni rami della famiglia Guidi:
- Ruggero (?-1225), senza discendenza;
- Guido (1196-1239), sposò Giovanna Pallavicino e fu capostipite del ramo di Bagno, da cui derivò il ramo di Mantova;
- Marcovaldo (?-1229), sposò Beatrice degli Alberti (?-1278) e fu capostipite del ramo di Dovadola;
- Aghinolfo (?-1247), sposò Agnese Fieschi dalla quale ebbe Guido Pace, il capostipite del ramo di Romena;
- Teudegrimo (Teugrimo) (?-1270), sposò Albiera (?-1254) di Tancredi di Sicilia dalla quale ebbe Guido, il capostipite del ramo di Modigliana;[3]
- Imilia, sposò Guido Traversari di Ravenna;
- Gualdrada, sposò Alberto dei conti Alberti di Mangona.